# 112798 Kelindsey
112798 Kelindsey este un asteroid din centura principală de asteroizi.

## Descriere
112798 Kelindsey este un asteroid din centura principală de asteroizi. A fost descoperit pe 8 august 2002 la Observatorul Palomar de Andrew Lowe. Asteroidul prezintă o orbită caracterizată de o semiaxă mare de 2,95 ua, o excentricitate de 0,04 și o înclinație de 2,0° în raport cu ecliptica.